# حب الشباب الستيرويدي
حب الشباب الستيرويدي (بالإنجليزية: Steroid acne) وهو أحد أنواع حب الشباب الدوائي وينتج بسبب تفاعل ضائر لأحد الكورتيكوستيرويدات ويظهر على شكل حطاطات صغيرة صلبة جريبية تنتشر على الجبهة والخدين والصدر. يظهر حب الشباب الستيرويدي على شكل طفح بقعي حطاطي وردي اللون بدون زؤانة أو كيسة كما يظهر في حب الشباب الشائع.:137